# 에밀리아그라칠레주머니쥐
에밀리아그라칠레주머니쥐(Gracilinanus emiliae)는 남아메리카에 사는 주머니쥐의 일종이다. 브라질과 콜롬비아, 프랑스령 기아나 그리고 수리남에서 발견된다.